# Barige, Sorab
Barige là một làng thuộc tehsil Sorab, huyện Shimoga, bang Karnataka, Ấn Độ.